# 贪精武蟹
贪精武蟹（学名：Parapanope euagora）为扇蟹科精武蟹属的动物。分布于日本、印度尼西亚、尼科巴群岛、印度东岸以及中国大陆的广东、福建、浙江、青岛胶州湾等地，生活环境为海水，常栖息于珊瑚礁或沙质以及具贝壳的浅水中。